# Purwojati (Purwojati)
Purwojati is een bestuurslaag in het regentschap Banyumas van de provincie Midden-Java, Indonesië. Purwojati telt 4071 inwoners (volkstelling 2010).